# Cristo deriso (Angelico)
Il Cristo deriso è uno degli affreschi di Beato Angelico che decorano il convento di San Marco a Firenze. Misura 195x159 cm e si tratta di una delle opere sicuramente autografe del maestro, risalente al 1438-1440.

## Storia
L'Angelico si dedicò alla decorazione di San Marco su incarico di Cosimo de' Medici, tra il 1438 e il 1445, anno della sua partenza per Roma, per poi tornarvi negli anni 1450, quando completò alcuni affreschi e si dedicò alla stesura di codici miniati per il convento stesso.
Molto si è scritto circa l'autografia dell'Angelico per un complesso di decorazioni di così ampia portata, realizzato in tempi relativamente brevi. Gli affreschi del piano terra vengono concordemente attribuiti all'Angelico, mentre più incerta e discussa è l'attribuzione dei quarantatré affreschi delle celle e dei tre dei corridoio del primo piano. Se i contemporanei come Giuliano Lapaccini attribuiscono tutti gli affreschi all'Angelico, oggi, per un mero calcolo pratico del tempo necessario a un individuo per portare a termine un'opera del genere e per studi stilistici che evidenziano tre o quattro mani diverse, si tende a attribuire all'Angelico l'intera sovrintendenza della decorazione ma l'autografia di solo un ristretto numero di affreschi, mentre i restanti si pensa che vennero dipinti su suo cartone o nel suo stile da allievi, tra cui Benozzo Gozzoli.
Il Cristo deriso si trova nella cella 7 del dormitorio (corridoio Est, lato esterno), nella fila di celle da cui si ritiene che sia iniziata la decorazione, e fa parte di quel ristretto numero di opere di attribuzione diretta al maestro assolutamente indiscussa, sia nel disegno che nell'esecuzione.

## Descrizione e stile

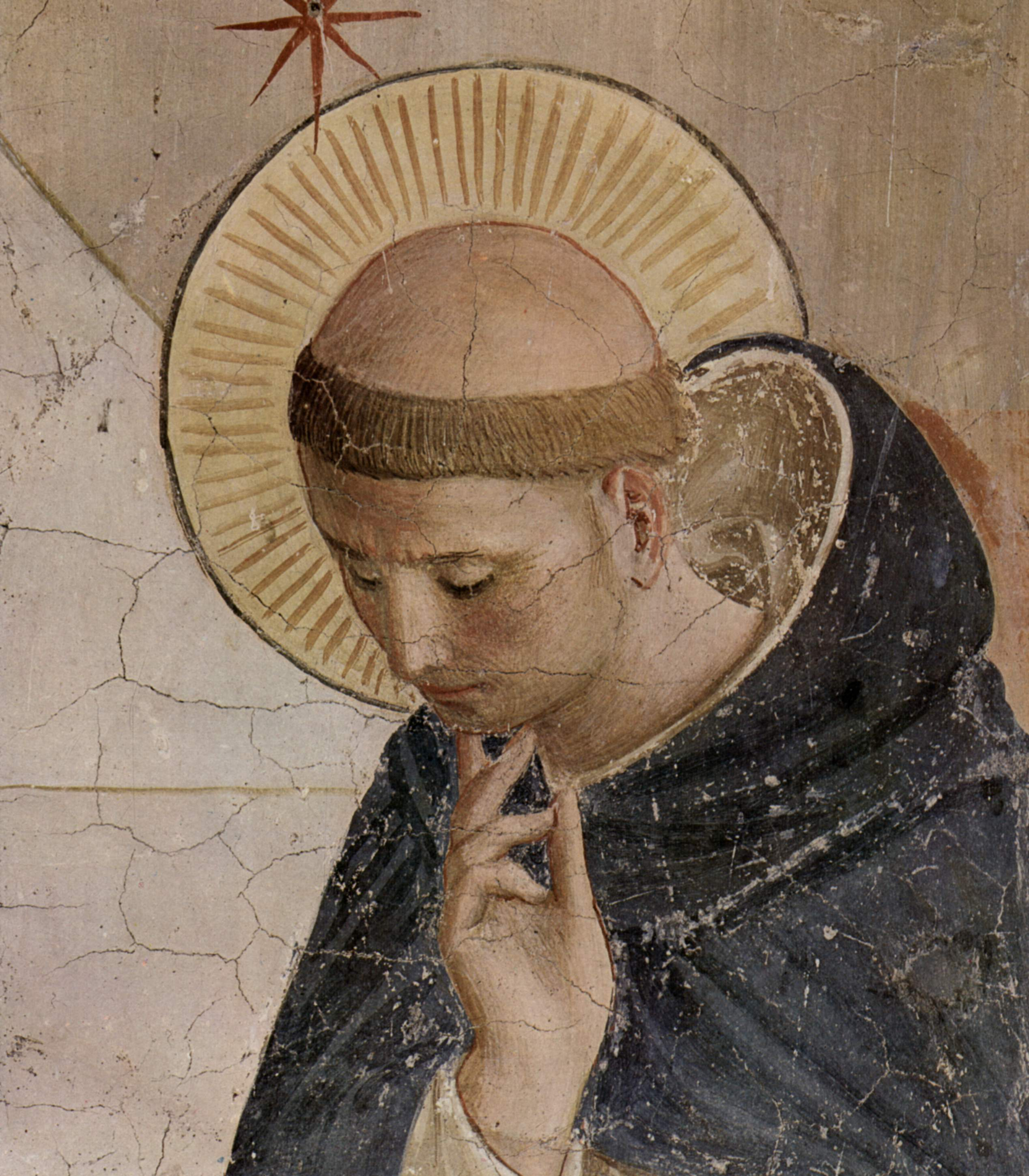
San Domenico, dettaglio

La scena è tra le più celebri del ciclo, grazie alla straordinaria sinteticità con cui viene trattato l'episodio sacro. Alle spalle della Vergine e di san Domenico, quasi fosse una proiezione delle loro riflessioni, si trova, entro una composizione triangolare, la figura centrale del Cristo, assisa su un sedile che ha la forma di un semplice parallelepipedo posto su un gradino di pietra bianca. Se il sedile ricorda un trono ma non lo è, anche il bastone che Cristo regge in mano è una parodia di scettro e la sfera giallastra del globo dorato. Lo sfondo verde del tendaggio rettangolare fa risaltare il nucleo della scena, dove si trovano i simboli delle sue sofferenze: bastonate, mani che lo schiaffeggiano, loschi figuri che lo deridono togliendosi il cappello e poi sputandogli addosso. Nonostante la corona di spine e la benda (notare l'effetto di rilievo che fa percepire gli occhi chiusi e il naso) Cristo mantiene una calma imperturbabile e sembra effettivamente un re nella sua maestà.
Di questo tipo di iconografia si trovano precedenti nel XIV secolo, ma qui l'Angelico preferì sottolineare gli aspetti narrativi della scena piuttosto che quelli violenti. La scena trasmette dopotutto un senso di immobilità, che lo sfondo piatto accentua isolando la figura principale ed evitando qualunque distrazione che allontani la mente dai confini della scena. L'estrema semplicità compositiva e cromatica non fa che moltiplicare la chiarezza della scena, senza rinunciare ad effetti di rara maestria, come la disposizione in profondità su più piani o le sottili diversità della cromia ridotta ma variata, come nei bianchi. L'abito di Cristo, ad esempio, è infatti trattato con estrema sicurezza e compiutezza volumetrica, che lo fa assomigliare al panneggio di una statua marmorea.
In basso si trovano le figure contemplative della Madonna e di san Domenico, che non partecipano direttamente alla scena, ma si rivolgono piuttosto allo spettatore. San Domenico, in silenziosa lettura, era il modello da seguire per i frati, la figura che suggeriva l'atteggiamento da tenere.
Le figure appaiono semplificate e alleggerite, la cromia tenue e spenta. In tali contesti la forte plasticità di forma e colore, derivata da Masaccio, crea per contrasto un senso di viva astrazione. I gesti sono ispirati a una gamma varia e naturale, che si ritroverà poi negli affreschi del soggiorno romano del pittore (Cappella Niccolina in Vaticano). Alcuni attribuiscono la Vergine alla mano di un collaboratore.